# Gracilaria bursa-pastoris
Espèce
Gracilaria bursa-pastoris est une espèce d'algues rouges de la famille des Gracilariaceae.